# Берр-Кирвен, Бен
Бен Берр-Кирвен (англ. Ben Burr-Kirven, 8 сентября 1997, Менло-Парк, Калифорния) — профессиональный футболист, выступающий на позиции лайнбекера в клубе НФЛ «Сиэтл Сихокс».

## Биография
Бен Берр-Кирвен родился 8 сентября 1997 года в Менло-Парк в Калифорнии. Он учился в подготовительной католической школе Святого Сердца в Атертоне, одном из городов в области Залива. За школьную футбольную команду играл на позициях лайнбекера и ди-энда. В выпускной год Берр-Кирвен стал лучшим в команде по числу сделанных захватов, несмотря на пропуск первой части сезона из-за травмы ахилла. По версии газеты Palo Alto Daily News он был признан игроком года в дивизионе, а команда выиграла чемпионский титул. Бен также представлял школу в соревнованиях по лёгкой атлетике — беге на 100 и 200 метров, эстафете 4х100 метров. После окончания школы он занимал 91 место среди лучших игроков штата по версии ESPN. В сентябре 2014 года Берр-Кирвен объявил о том, что продолжит обучение и карьеру в Вашингтонском университете.

### Любительская карьера
Выступления за «Вашингтон Хаскис» Бен начал в сезоне 2015 года. Он принял участие в двенадцати матчах команды, пропустив боул из-за травмы. На поле выходил в составе специальных команд и на месте лайнбекера. По итогам сезона его признали Самым ценным игроком специальных команд «Хаскис». В 2016 году Берр-Кирвен сыграл во всех матчах «Вашингтона». С 2017 года стал игроком стартового состава.
В сезоне 2018 года он сделал 176 захватов, став лучшим игроком NCAA по этому показателю.  Он получил награду имени Пэта Тиллмана лучшему защитнику конференции Pac-12. Бен также был награждён за успехи в учёбе, став первым в истории Pac-12 игроком, в один год получившим два этих приза.

#### Статистика выступлений в NCAA
| Сезон | Команда          | Игры | Захваты | Захваты | Захваты | Захваты | Захваты | Перехваты | Перехваты | Перехваты | Перехваты | Перехваты | Фамблы | Фамблы | Фамблы | Фамблы |
| Сезон | Команда          | Игры | Solo    | Ast     | Tot     | Loss    | Sk      | Int       | Yds       | Y/R       | TD        | PD        | FR     | Yds    | TD     | FF     |
| ----- | ---------------- | ---- | ------- | ------- | ------- | ------- | ------- | --------- | --------- | --------- | --------- | --------- | ------ | ------ | ------ | ------ |
| 2015  | Вашингтон Хаскис | 12   | 19      | 15      | 34      | 1,0     | 1,0     | 0         | 0         | 0,0       | 0         | 0         | 0      | 0      | 0      | 0      |
| 2016  | Вашингтон Хаскис | 14   | 25      | 19      | 44      | 1,0     | 0,0     | 1         | 27        | 27,0      | 0         | 1         | 0      | 0      | 0      | 0      |
| 2017  | Вашингтон Хаскис | 13   | 52      | 32      | 84      | 4,0     | 1,0     | 1         | 11        | 11,0      | 0         | 3         | 0      | 0      | 0      | 2      |
| 2018  | Вашингтон Хаскис | 14   | 94      | 82      | 176     | 5,5     | 2,0     | 2         | 22        | 11,0      | 0         | 6         | 3      | 0      | 0      | 4      |
| Всего | Всего            | 53   | 190     | 148     | 338     | 11,5    | 4,0     | 4         | 60        | 15,0      | 0         | 10        | 3      | 0      | 0      | 6      |

### Профессиональная карьера
Перед драфтом НФЛ 2019 года Бена характеризовали как игрока с хорошим чтением игры и выбором позиции, тщательно изучающего соперников. Сомнения у клубов лиги могли вызвать его антропометрические данные, в частности, длина рук. На показательных тренировках он пробежал 40 ярдов за 4,56 секунды, показав шестой результат среди всех лайнбекеров, а также стал лучшим в упражнении с тремя конусами и челночном беге на 60 ярдов.
На драфте Берр-Кирвен был выбран «Сиэтлом» в пятом раунде под общим 142 номером. В мае он подписал с клубом четырёхлетний контракт на общую сумму 2,86 млн долларов. Подготовка Бена к сезону оказалась неполноценной из-за грыжи. В 2019 году он сыграл в шестнадцати матчах «Сихокс», но в защите выходил на поле только в четырёх розыгрышах, остальное время проведя в специальных командах.

#### Статистика выступлений в НФЛ

##### Регулярный чемпионат
| Сезон | Команда      | Игры | Захваты | Захваты | Захваты | Захваты | Захваты | Перехваты | Перехваты | Перехваты | Перехваты | Перехваты | Фамблы | Фамблы | Фамблы | Фамблы |
| Сезон | Команда      | Игры | Solo    | Ast     | Tot     | Loss    | Sk      | Int       | Yds       | Y/R       | TD        | PD        | FR     | Yds    | TD     | FF     |
| ----- | ------------ | ---- | ------- | ------- | ------- | ------- | ------- | --------- | --------- | --------- | --------- | --------- | ------ | ------ | ------ | ------ |
| 2019  | Сиэтл Сихокс | 16   | 3       | 5       | 8       | 0,0     | 0,0     | 0         | 0         | 0,0       | 0         | 0         | 0      | 0      | 0      | 1      |
| Всего | Всего        | 16   | 3       | 5       | 8       | 0,0     | 0,0     | 0         | 0         | 0,0       | 0         | 0         | 0      | 0      | 0      | 1      |

##### Плей-офф
| Сезон | Команда      | Игры | Захваты | Захваты | Захваты | Захваты | Захваты | Перехваты | Перехваты | Перехваты | Перехваты | Перехваты | Фамблы | Фамблы | Фамблы | Фамблы |
| Сезон | Команда      | Игры | Solo    | Ast     | Tot     | Loss    | Sk      | Int       | Yds       | Y/R       | TD        | PD        | FR     | Yds    | TD     | FF     |
| ----- | ------------ | ---- | ------- | ------- | ------- | ------- | ------- | --------- | --------- | --------- | --------- | --------- | ------ | ------ | ------ | ------ |
| 2019  | Сиэтл Сихокс | 2    | 0       | 0       | 0       | 0,0     | 0,0     | 0         | 0         | 0,0       | 0         | 0         | 0      | 0      | 0      | 0      |
| Всего | Всего        | 2    | 0       | 0       | 0       | 0,0     | 0,0     | 0         | 0         | 0,0       | 0         | 0         | 0      | 0      | 0      | 0      |